# Excuse My Dust
Excuse My Dust est un film américain réalisé par Sam Wood et sorti en 1920.

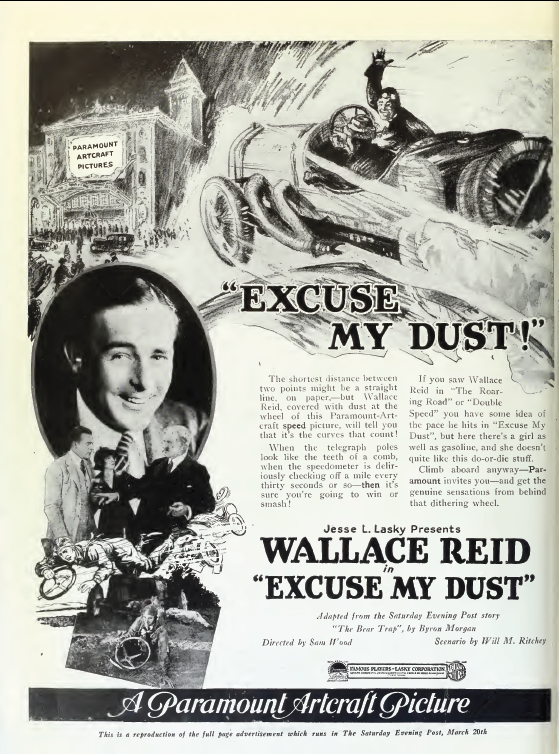
Annonce pour le film.

Il fait suite à The Roaring Road qui était sorti en 1919, également avec Wallace Reid dans le rôle principal, qui est alors devenu l'acteur type de films de course automobile à l'époque.

## Synopsis
Lorsque Toodles Walden, le directeur de l'usine automobile Darco de son beau-père, J. D. Ward, est incité à participer à une course automobile, il est arrêté et J. D. doit vendre ses trois voitures de course Darco. Le concurrent de Darco, la Fargo Motor Company, achète secrètement deux des voitures, et Toodles rachète la dernière, lui donnant le nom de « Cyclone ». Les propriétaires de Fargo, estimant que la Cyclone contient le nouveau moteur révolutionnaire Darco, prévoient de saboter la voiture. Lorsque J.D. apprend cela et que Toodles est convoqué à San Francisco au chevet de son bébé malade, le vieil homme participe à la course avec sa nouvelle voiture Darco, et avec son gendre, finit par remporter la course.

## Fiche technique
- Réalisation : Sam Wood
- Scénario : Will M. Ritchey d'après The Bear Trap de Byron Morgan
- Producteurs : Adolph Zukor, Jesse Lasky
- Photographie : Alfred Gilks
- Genre : Comédie[2]
- Distributeur : Paramount Pictures
- Durée : 5 bobines
- Date de sortie : 
  - États-Unis : 21 mai 1920

## Distribution
- Wallace Reid : 'Toodles' Walton
- Wallace Reid Jr. (en) : 'Toodles' Jr.
- Ann Little : Dorothy Ward Walden
- Theodore Roberts : J.D. Ward
- Guy Oliver : Darby
- Otto Brower : Max Henderson

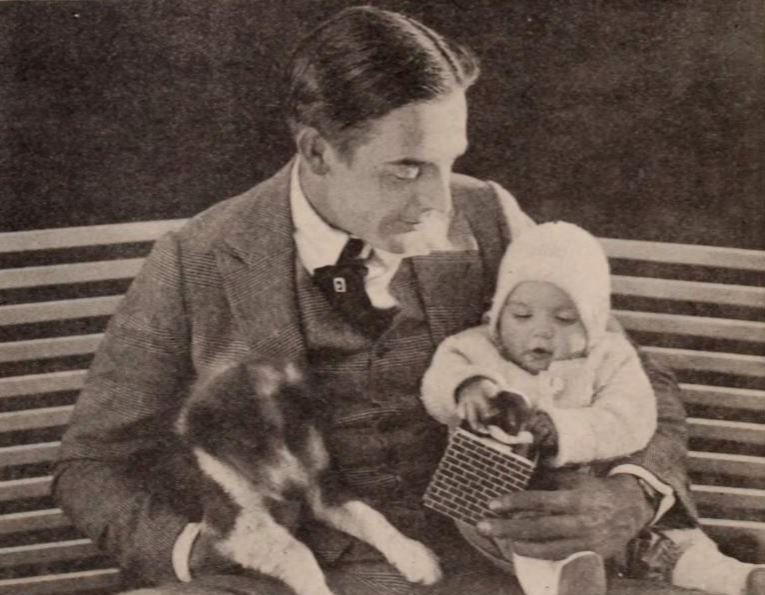
Wallace Reid et son fils Wallace Reid Jr. dans une scène du film.

- Tully Marshall : President Mutchler
- Walter Long : Ritz
- James Gordon : Griggs (non crédité)
- Jack Herbert : Oldham
- Fred Huntley : magistrat (non crédité)

## Statut du film
Une copie du film est conservée à la Bibliothèque du Congrès,.